# Lipotriches oberthuerella
Lipotriches oberthuerella là một loài Hymenoptera trong họ Halictidae. Loài này được Saussure mô tả khoa học năm 1890.